# Tirans
Tyranni o suboscines és un dels subordres d'ocells de l'ordre dels passeriformes. Agrupa més de 1000 espècies, la majoria de les quals habiten en Amèrica de Sud.
Es diferencien anatòmicament de l'altre gran subordre, els Passeri o oscines, en diferències en la musculatura de la siringe, que els fan molt menys capacitats per al cant. Les diferències morfològiques, les seqüències d'ADN mitocondrial i nuclear, la biogeografia i els escassos registres fòssils, també donen suport al fet que ambdós subordres són clades evolutivament diferenciats.

## Taxonomia
Arran llurs estudis d'hibridació d'ADN, Sibley i Ahlquist van incloure la família dels acantisítids (Acanthisittidae) dins el subordre Tyranni, però avui amb aquests ocells neozelandesos es fa un subordre independent. S'han distingit dos clades principals, als que s'ha donat categoria de infraordre, i que agrupen per una banda totes les espècies del Nou Món excepte Sapayoa aenigma, que és classificat junt les espècies del Vell Món, que viuen al voltant de l'oceà Índic. El Congrés Ornitològic Internacional (versió 2.6, 2010) reconeix 309 gèneres amb 1295 espècies vives:
- Infraordre Eurylaimides:
  - Família Eurylaimidae, amb 12 gèneres i 20 espècies.
  - Família Pittidae, amb 3 gèneres i 33 espècies
- Infraordre Tyrannides:
  - Família Furnariidae, amb 74 gèneres i 307 espècies.
  - Família Thamnophilidae, amb 47 gèneres i 223 espècies.
  - Família Formicariidae, amb dos gèneres i 12 espècies.
  - Família Grallariidae, amb 4 gèneres i 50 espècies.
  - Família Conopophagidae, amb dos gèneres i 11 espècies.
  - Família Rhinocryptidae, amb 12 gèneres i 56 espècies.
  - Família Melanopareiidae, amb un gènere (Melanopareia) i quatre espècies.
  - Família Tyrannidae, amb 101 gèneres i 420 espècies.
  - Família Cotingidae, amb 24 gèneres i 64 espècies
  - Família Pipridae, amb 14 gèneres i 52 espècies.
  - Família Tityridae, amb 11 gèneres i 41 espècies

A més es reconeixen dos espècies de difícil ubicació (incertae sedis):
- Phibalura flavirostris.
- Calyptura cristata.